# Žibartoniai

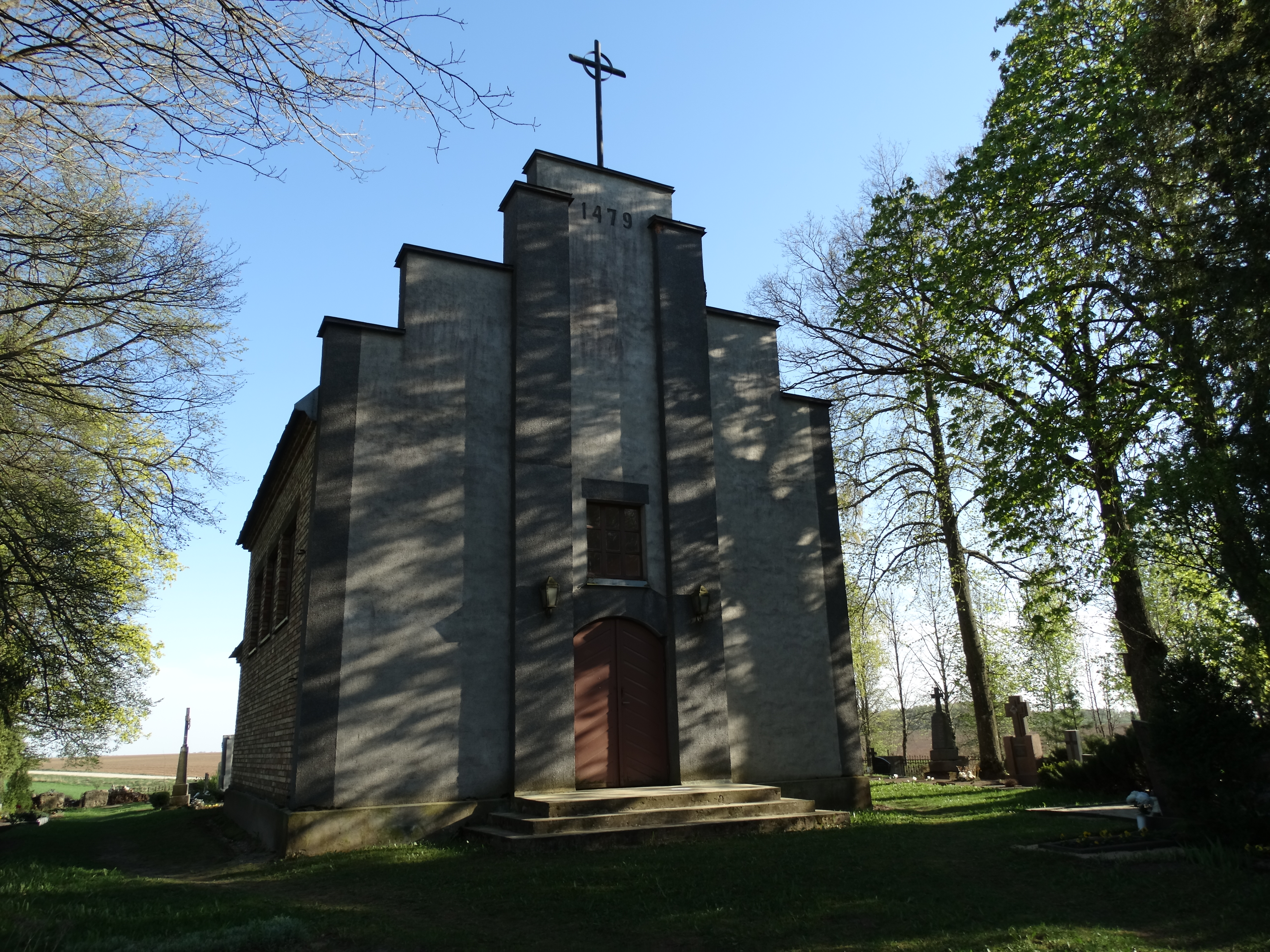
Kościół w Żybortanach (2014)

Žibartoniai (hist., pol. Żybortany) – wieś na Litwie, położona w rejonie poniewieskim okręgu poniewieskiego, 33 km na południowy zachód od Poniewieża.

## Historia
Według miejscowej tradycji dobra Żybortany wraz z sąsiednim folwarkiem Wanaginie (Jastrzębiec) zostały kupione w latach 1790–1805 przez Wincentego Wiszniewskiego herbu Prus I. Po nim majątek odziedziczył jego syn Karol Onufry (1811–1855) marszałek szlachty guberni kowieńskiej, żonaty z Julią z Jeleńskich. Ich syn Józef Karol otrzymał Żybortany i Jastrzębiec, podczas gdy inni synowie otrzymali inne majątki. Ostatnim właścicielem tych dóbr był syn Józefa Karola – Lucjan (1877–1945) żonaty z Marią z Dowigałłów herbu Abdank.
Pod koniec XIX wieku majątek Wiszniewskich liczył 762 dziesięcin (w tym 10 dz. nieużytków). Poza tym 109 dziesięcin mieli tu w 3 częściach włościanie Pujdaki.
Po III rozbiorze Polski w 1795 roku Żybortany, wcześniej wchodzące w skład Księstwa Żmudzkiego Rzeczypospolitej znalazły się na terenie ujezdu upickiego guberni wileńskiej, a po utworzeniu guberni kowieńskiej (1843) – na terenie powiatu poniewieskiego tej guberni Imperium Rosyjskiego. Na przełomie XIX i XX wieku Żybortany należały do gminy i parafii Krakinów. Od 1920 roku należą do Litwy, która w okresie 1940–1990, jako Litewska Socjalistyczna Republika Radziecka, wchodziła w skład ZSRR.
W 1749 roku wzniesiono tu kaplicę katolicką pw. Zbawiciela. W 1937 roku na miejscu tej zniszczonej kaplicy zbudowano nowy, ceglany kościół, który stoi do dziś.
Pierwszą trzyklasową szkołę podstawową uruchomiono tu w 1912 roku. Szkoła systematycznie była rozbudowywana, w 2004 roku przeprowadzono jej generalny remont. Obecnie jest to duża, nowoczesna szkoła.
Żybortany leżą nad rzeką Laudą, prawym dopływem Niewiaży. W 1976 i 1983 roku spiętrzono wody rzeki w pobliżu wsi, budując dwie tamy, o długości odpowiednio 220 m i 219 m. Spiętrzenie to zalało część wsi.
We wsi funkcjonują m.in.: poczta, biblioteka i ambulatorium. W latach sowieckich przez 60 lat była tu siedziba kołchozu.

## Demografia wsi
1923 – 263
1959 – 305
1970 – 281
1979 – 261
1987 – 382
1989 – 431
2001 – 621
2011 – 516.

## Dwór
Tutejszy dwór był starszy niż obecność Wiszniewskich, prawdopodobnie pochodził z drugiej połowy XVIII wieku. Stał na wysokiej skarpie Laudy, od strony podjazdu był parterowy na podmurówce, a od strony rzeki stał na wysokich suterenach i piwnicach, sklepionych ostrymi łukami o gotyckim charakterze. Dom mieszkalny miał wymiary 30 x 16 m, był zbudowany z grubego muru. Okna na parterze był prostokątne. Parter był zwieńczony profilowanym gzymsem i przykryty wysokim, gładkim, dachówkowym dachem naczółkowym z dwiema mansardami w osi, od frontu i od strony elewacji ogrodowej. Wejście stanowiła weranda z jednospadowym daszkiem wspartym na czterech filarach.
Wnętrze miało układ dwutraktowy. Po prawej stronie było przecięte korytarzem, po lewej – w układzie trzytraktowym. Przy lewym ogrodowym narożniku domu stała dwukondygnacyjna baszta, również o elementach gotyckich. W zamierzeniu miała być to kaplica, jednak z czasem służyła jako salon.
Dom był otoczony równie starym parkiem o powierzchni 5 ha. Przed domem roztaczał się wielki, kolisty gazon. Rosły na nim dekoracyjne krzewy, bez i jaśmin. W centrum stała topola. W kierunku najbliższych wsi prowadziły dwie aleje: lipowa w kierunku Żybortan i topolowa – w kierunku Krakinowa. Ogród przecinały również aleje wierzbowa i świerkowa. Po prawej stronie dworu, za lodownią rozciągał się sad.
Majątek Żybortany został opisany w 3. tomie Dziejów rezydencji na dawnych kresach Rzeczypospolitej Romana Aftanazego.